# Eduard Ferenț
Eduard Ferenț (n. 4 iunie 1938, Dărmănești, Bacău, România) este un preot romano-catolic, fost rector al Seminarului Teologic din Iași. În anul 1982, din cauza unor tensiuni cu autoritățile comuniste, a fost înlăturat de la conducerea seminarului și a fost numit paroh de Somușca.  În anul 1990 a fost numit din nou profesor de teologie dogmatică la Institutul Teologic din Iași.
În anii 2000 a fost paroh la Voievodeasa (Fișîntal), unde a păstorit 40 de credincioși.
Este nepotul istoricului Ioan Ferenț.

## Conflictul cu autoritățile comuniste
În cursul anului 1978, în urma unei discuții purtate la Roma între profesorul Petru Tocănel și superiorul minoriților Gheorghe Pătrașcu, căruia i s-a permis deplasarea în străinătate, Securității i-a parvenit informația că Eduard Ferenț este avut în vedere de Vatican pentru funcția de episcop al Diecezei de Iași. Având în vedere temerea că preotul Ferenț ar putea avea o atitudine mai favorabilă în chestiunea ceangăilor de limbă maghiară, Direcția I din cadrul Securității a dispus „compromiterea și împiedicarea numirii celui în cauză ca episcop.”
Pe fondul acestor tensiuni Securitatea a inițiat operațiunea cu numele de cod „Trotuș”, în cadrul căreia au fost întreprinse în anii 1980 câteva măsuri de amploare, cum ar fi beatificarea călugărului Ieremia Valahul, sfințirea episcopului Ioan Robu și tipărirea cărții „Originea ceangăilor din Moldova”, avându-l ca autor pe Dumitru Mărtinaș.
Unul din turnătorii dovediți ai profesorului Ferenț a fost studentul său Vladimir Petercă, devenit ulterior rector al Institutului Teologic Romano-Catolic „Sfânta Tereza” din București (între 1995 și 2006).

## Scrieri
- Euharistia. Sacramentul sacrificiului lui Cristos, Iași 1996;
- Frumusețea vieții creștine dedicate lui Cristos, Iași 2009.

## Editări
- Ioan Ferenț, Începuturile Bisericii Catolice în Moldova, ediție îngrijită de pr. prof. dr. Eduard Ferenț, Iași, 2004.

## Traduceri
A tradus în limba română mai multe tratate teologice, între care o lucrare a lui Henri de Lubac, și o biografie a sfintei Clara de Assisi.